# Биатлон на зимних Олимпийских играх 1964
В биатлонной программе IX зимних Олимпийских игр был разыгран 1 комплект наград. Соревнования проходили 4 февраля 1964 года. На старт 20-километровой гонки у мужчин вышел 51 участник, 49 добрались до финиша.
На Олимпиадах 1960 и 1964 за каждый промах спортсменам начислялось 2 минуты штрафа.
Владимир Меланьин принёс СССР первое в истории олимпийское золото в биатлоне. Не допустив ни одного промаха, Меланьин выиграл у ставшего вторым своего партнёра по команде Александра Привалова более 3 минут. Надо отметить, что 30-летний Меланьин являлся главным фаворитом гонки, выиграв чемпионаты мира 1962 и 1963 годов в этой дисциплине. Первоначально на последнем рубеже Привалову был засчитан 1 промах, и он оставался на третьем месте после норвежца Олава Йордета, однако после ручной проверки мишеней (тогда ещё не было механических мишеней) Привалову было засчитано попадание и он поднялся на второе место. Аналогично один из 4 промахов норвежца Рагнара Твейтена после проверки был засчитан попаданием и он переместился с 8-го на 4-е место.
Кроме Меланьина и Привалова без промахов из 49 финишировавших стрелял только румын Константин Карабела, занявший 14-е место (39-е время на лыжне).

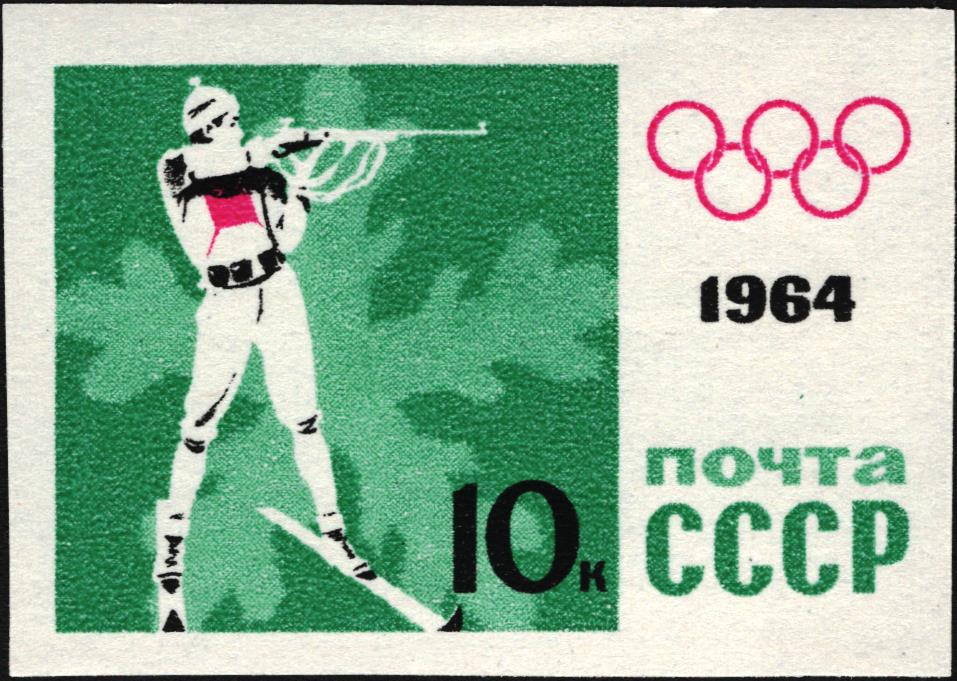
Почтовая марка

Лучшую скорость на дистанции (1:39:37,9) показал знаменитый трёхкратный олимпийский чемпион по лыжным гонкам 39-летний финн Вейкко Хакулинен, однако 6 промахов отбросили самого возрастного участника гонки на 15-е место с проигрышем чемпиону более 11 минут. Другой финн, 38-летний Ханну Пости, занявший восьмое место с 1 промахом — был также участником летних Олимпийских игр 1952 года в Хельсинки, где он занял 4-е место в забеге на 10 000 метров.

## Медальный зачёт
| Позиция | Страна   | Золото | Серебро | Бронза | Общее число медалей |
| ------- | -------- | ------ | ------- | ------ | ------------------- |
| 1       | СССР     | 1      | 1       | 0      | 2                   |
| 2       | Норвегия | 0      | 0       | 1      | 1                   |

### 4 февраля —Индивидуальная гонка на 20 км (мужчины)
| Место | Спортсмен                | Время     | Промахи     |
|       | Владимир Меланьин (URS)  | 1:20:26,8 | 0 (0+0+0+0) |
|       | Александр Привалов (URS) | +3:15,7   | 0 (0+0+0+0) |
|       | Олав Йордет (NOR)        | +4:12,0   | 1 (0+0+0+1) |
| 4     | Рагнар Твейтен (NOR)     | +5:25,7   | 3 (1+1+0+1) |
| 5     | Вилмош Георге (ROU)      | +5:49,2   | 2 (0+1+0+1) |
| 6     | Юзеф Рубись (POL)        | +6:04,8   | 2 (1+0+0+1) |
| 7     | Валентин Пшеницын (URS)  | +6:33,2   | 2 (0+0+0+2) |
| 8     | Ханну Пости (FIN)        | +6:49,7   | 1 (1+0+0+0) |

см. подробнее